# Seungri
I Seung-hyun (hangul: 이승현), mer känd under artistnamnet Seungri,  född 1990 i Gwangju, är en sydkoreansk sångare och låtskrivare.
Han var den yngsta medlemmen i det sydkoreanska pojkbandet Big Bang.

## Filmografi
- 2009 -	Nineteen
- 2009 -	Why Did You Come to My House?
- 2016 -	Big Bang Made
- 2016 -	High & Low: The Movie
- 2018 -	Love Only

## Diskografi
- "The Next Day" (Seungri solo) (2008)
- "Strong Baby" featuring G-Dragon (2009)
- "What Can I Do" (2011)
- "VVIP" (2011)
- "Let's talk about Love" (2013)
- "Gotta talk to u" (2013)
- "1,2,3" (2018) solo